# 鰯売恋曳網
『鰯売恋曳網』（いわしうりこいのひきあみ）は、三島由紀夫作の歌舞伎の演目。大名高家の客専用の遊女に一目惚れした鰯売り（魚売り）が大名に化けて廓に行く物語。三島の純文学とは全く趣きの異なる娯楽的作風だが、余裕を感じさせるファルスで、秀逸なナンセンスと、晴れやかな祝祭性、健康な笑いが溢れた作品として高評価された。室町時代の御伽草子『猿源氏草子』をもとに、『魚鳥平家』、『小夜姫の草子』などの部分を取り入れていると三島は述べている。
1954年（昭和29年）、雑誌『演劇界』11月号に掲載され、同年11月2日より芸術祭11月大歌舞伎として、歌舞伎座で十七代目中村勘三郎の猿源氏、六代目中村歌右衛門の蛍火で初演された。以後もこの当り役で繰り返し上演され、のちには十八代目中村勘三郎の猿源氏と五代目坂東玉三郎の蛍火で上演されてきた人気演目である。
台本は1955年（昭和30年）7月20日に新潮社より刊行の『ラディゲの死』に収録された。オーストラリアでも、「ザ歌舞伎」の一演目（英題：The Sardine Seller's Net of Love、Sardine Seller Casts The Net of Love、Catching a Fish Called Love）として公演され、中国（中題：売魚郎巧締姻縁）でも翻訳されている。

## あらすじ
鰯売の猿源氏は、川風に吹き上げられた輿の御簾の隙間から、都一の美しい遊女・蛍火の姿を垣間見てから恋の病に取り付かれ、鰯を売る声もへなへなとなり、父親・海老名なあみだぶつに、「鰯がくさる」と怒鳴りつけられる。
息子の恋の仲立をしてやろうとする父親の企みで、猿源氏は大名に化けて蛍火のいる五条東の洞院へ繰り込み、蛍火を呼ぶのに成功する。その遊興の座敷で猿源氏は求められるまま軍物語をし出すが、登場するのは鯛、平目、赤貝、蛸で、魚介類の合戦譚。あわててそれを取り巻き連中が適当に囃し立ててごまかすが、やがて、猿源氏は酒の酔いが回り、うとうとするうちに寝言で、「伊勢の国に阿漕ヶ浦の猿源氏が鰯かうえい」と、鰯の売り声を上げてしまう。蛍火がそれを問うと、古歌を引いての苦しい弁解をし出す。
その猿源氏の苦しい弁解が終わると、蛍火は泣き伏しながら自分の身の上話をし出す。蛍火はもともと紀国丹鶴城の姫であったが、高城で鰯売りの声を聞いて魂を奪われ、城を抜け出して後を追ったという。しかし、追いつけず道に迷ったところを人買い商人に騙され、廓に売られて今の身の上となったのであった。
姫は、猿源氏が寝言で発した売り声を聞き、その会いたいと思っていた鰯売りの男に今日会えたと思ったのに、猿源氏がやはり別人で侍だったと落胆し、懐刀を抜き自害しようとする。猿源氏はあわてて引き留め、自分は贋者の殿様で、本当は鰯売りであると明かし、刀を天秤棒のように担いで、華やかな座敷を歩き回ったりする。
そこへ丹鶴城からの迎えがやって来て、身請金も整い、蛍火は廓から自由になる。しかし、姫は威厳をもって城へ戻るのを拒否し、猿源氏と夫婦になって鰯売りをするために、売り声の練習を始めた。姫はその場にいる者たちにも、「見習やいなう」と命じ、皆も一斉に、「伊勢の国に阿漕ヶ浦の猿源氏が鰯かうえい」と声をあげ、2人は廓から出ていく。

## おもな舞台公演
- 芸術祭11月大歌舞伎
  - 1954年（昭和29年）11月2日 - 26日 東京・歌舞伎座
  - 演出：久保田万太郎。振付：藤間勘十郎
  - 出演：中村歌右衛門、中村勘三郎、市川中車、市川団蔵、ほか
  - ※ 第一部『菅原伝授手習鑑』ほかと併演。
- 松竹 三島由紀夫作品連続公演 III （陽春4月大歌舞伎）
  - 1973年（昭和48年）4月1日 - 25日 東京・歌舞伎座
  - 演出：久保田万太郎。振付：藤間勘十郎
  - 出演：中村歌右衛門、中村勘三郎、実川延若、坂東好太郎、市川男女蔵、ほか
  - ※ 歌舞伎名作篇として、三島由紀夫作『むすめごのみ帯取池』、『熊野』と併演。
  - ※ ビクターより1973年（昭和48年）8月、舞台録音のLPレコード発売。
- 勘九郎の会第1回公演
  - 1989年（平成元年）11月26日 東京・歌舞伎座
  - 演出・振付：藤間勘十郎
  - 出演：坂東玉三郎、中村勘九郎、中村富十郎、坂東弥十郎、中村橋之助、ほか
  - ※ 辻井喬作『すみれ』ほかと併演。
- 御園座創立百周年新装開場記念花形大歌舞伎
  - 1995年（平成7年）4月1日 - 25日 名古屋・御園座
  - 演出・振付：藤間勘祖
  - 出演：坂東玉三郎、中村勘九郎、市川左団次、坂東彦三郎、片岡亀蔵、ほか
  - ※ 昼の部、『神霊矢口渡』ほかと併演。
- 松竹百年記念6月大歌舞伎
  - 1995年（平成7年）6月2日 - 26日 東京・歌舞伎座
  - 演出・振付：藤間勘祖
  - 出演：坂東玉三郎、中村勘九郎、市川宗十郎、松本幸右衛門、市川染五郎、ほか
  - ※ 夜の部、鶴屋南北作『時今也桔梗旗揚』ほかと併演。
  - ※ '95国際演劇月参加。
- 十七代目中村勘三郎十三回忌追善4月大歌舞伎
  - 2000年（平成12年）4月2日 - 26日 東京・歌舞伎座
  - 演出・振付：藤間勘祖
  - 出演：坂東玉三郎、中村勘九郎、市川左団次、坂東弥十郎、市川染五郎、ほか
  - ※ 夜の部、『一条大蔵譚』ほかと併演。
- 中村勘九郎改め十八代目中村勘三郎襲名披露3月大歌舞伎
  - 2005年（平成17年）3月3日 - 27日 東京・歌舞伎座
  - 演出・振付：藤間勘祖
  - 出演：坂東玉三郎、中村勘三郎、市川左団次、坂東弥十郎、市川段四郎、ほか
  - ※ 夜の部、『保名』ほかと併演。
- 2009歌舞伎座さよなら公演 壽初春大歌舞伎（夜の部）
  - 2009年（平成21年）1月3日 - 27日 東京・歌舞伎座
  - 出演：坂東玉三郎、中村勘三郎、坂東弥十郎、片岡亀蔵、中村東蔵、ほか
- 9月文楽公演
  - 2010年（平成22年）9月4日 - 20日 東京・国立劇場小劇場
  - 脚色・演出：織田紘二。振付：藤間勘十郎。作曲：豊竹咲大夫、鶴澤燕三
  - 出演：竹本住大夫、竹本綱大夫、鶴澤寛治、鶴澤清治、吉田簑助、吉田文雀、ほか
  - ※ 文楽化。「五条橋の段」、「五条東洞院の段」を上演。
  - ※ 第一部として、『良弁杉由来』と併演。
- 十七世中村勘三郎二十七回忌・十八世中村勘三郎三回忌追善10月大歌舞伎
  - 2014年（平成26年）10月1日 - 25日 東京・歌舞伎座
  - 演出・振付：藤間勘祖
  - 出演：中村勘九郎、中村七之助、坂東彌十郎、市村家橘、中村獅童、ほか
  - ※ 夜の部、『菅原伝授手習鑑』ほかと併演。
- 壽初春大歌舞伎
  - 2020年（令和2年）1月2日 - 26日 東京・歌舞伎座
  - 演出・振付：藤間勘祖
  - 出演：中村勘九郎、中村七之助、市川男女蔵、中村種之助、中村勘太郎、中村長三郎、市川笑三郎、市川笑也、市川門之助、中村東蔵、ほか
  - ※ 夜の部、『義経腰越状』ほかと併演。

## おもな収録本
- 『ラディゲの死』（新潮社、1955年7月20日）
  - B6判。紙装。機械函。青色帯。全226頁。
  - 収録作品：「花火」「離宮の松」「水音」「新聞紙」「不満な女たち」「卵」「海と夕焼」「旅の墓碑銘」「ラディゲの死」「地獄変」「鰯売恋曳網」「あとがき」

### 全集収録
- 『三島由紀夫戯曲全集』（新潮社、1962年3月20日）
  - 四六判。2段組。背角革紙継ぎ装。天金。貼函。
  - 収録作品：「只ほど高いものはない」「夜の向日葵」「若人よ蘇れ」「白蟻の巣」「鹿鳴館」「ブリタニキュス」「薔薇と海賊」「女は占領されない」「熱帯樹」「黒蜥蜴」「十日の菊」「火宅」「愛の不安」「灯台」「ニオベ」「聖女」「船の挨拶」「三原色」「演出覚書（三原色）」「大障碍」「朝の躑躅」「近代能楽集（邯鄲、綾の鼓、卒塔婆小町、葵上、班女、道成寺、熊野、弱法師）」「あやめ」「艶競近松娘」「地獄変」「溶けた天女」「鰯売恋曳網」「熊野」「芙蓉露大内実記」「むすめごのみ帯取池」
  - ※「近代能楽集」には「外国に於ける上演目録」が欧文で記載。
- 『三島由紀夫全集21（戯曲II）』（新潮社、1974年12月25日）
  - 装幀：杉山寧。四六判。背革紙継ぎ装。貼函。
  - 月報：矢代静一「とりとめもないこと」。《評伝・三島由紀夫 20》佐伯彰一「伝記と評伝（その11）」。《同時代評から 20》虫明亜呂無「『わが友ヒットラー』をめぐって」
  - 収録作品：「地獄変」「葵上」「若人よ蘇れ」「溶けた天女」「ボン・ディア・セニョーラ」「鰯売恋曳網」「班女」「熊野」「三原色」「船の挨拶」「白蟻の巣」「芙蓉露大内実記」「大障碍」「鹿鳴館」「道成寺」
  - ※ 同一内容で豪華限定版（装幀：杉山寧。総革装。天金。緑革貼函。段ボール夫婦外函。A5変型版。本文2色刷）が1,000部あり。
- 『三島由紀夫戯曲全集 上巻』（新潮社、1990年9月10日）
  - 四六判。2段組。布装。セット機械函。
  - 収録作品：「東の博士たち」「狐会菊有明」「あやめ」「火宅」「愛の不安」「灯台」「ニオベ」「聖女」「魔神礼拝」「邯鄲」「綾の鼓」「艶競近松娘」「卒塔婆小町」「紳士」「只ほど高いものはない」「夜の向日葵」「室町反魂香」「地獄変」「葵上」「若人よ蘇れ」「溶けた天女」「ボン・ディア・セニョーラ」「鰯売恋曳網」「ボクシング」「班女」「恋には七ツの鍵がある」「熊野」「三原色」「船の挨拶」「白蟻の巣」「芙蓉露大内実記」「大障碍」「鹿鳴館」「オルフェ」「道成寺」「ブリタニキュス」「朝の躑躅」「薔薇と海賊」「むすめごのみ帯取池」〔初演一覧〕
  - ※ 下巻と2冊組での刊行。
- 『決定版 三島由紀夫全集22巻 戯曲2』（新潮社、2002年9月10日）
  - 装幀：新潮社装幀室。装画：柄澤齊。四六判。貼函。布クロス装。丸背。箔押し2色。
  - 月報：小林信彦「同時代の一読者として」、岸田今日子「わたしの中の三島さん」、〔天球儀としての劇場2〕田中美代子「詩から戯曲へ」
  - 収録作品：「室町反魂香」「地獄変」「葵上」「若人よ蘇れ」「溶けた天女」「ボン・ディア・セニョーラ」「鰯売恋曳網」「ボクシング」「班女」「恋には七ツの鍵がある」「熊野」「三原色」「船の挨拶」「白蟻の巣」「芙蓉露大内実記」「大障碍」「鹿鳴館」「『溶けた天女』創作ノート」「『鹿鳴館』創作ノート」

## 音声資料
- 『むすめごのみ帯取池・鰯売恋曳網』（ビクター、1973年8月） - 舞台録音
  - LP盤2枚。ジャケット。ブックレット：三島由紀夫「『俳優即演出家の演劇』としての歌舞伎」。尾崎宏次「あこがれと享楽」。三島由紀夫「作者のことば（むすめごのみ帯取池）」「『鰯売恋曳網』について」掲載。
  - 監修：松竹演劇製作室。構成編集：寺川知男。レコーディング・ディレクター：福田千秋。ミキサー：寺尾寿章。舞台写真：吉田千秋。アルバムデザイン：原正治郎。ジャケット・カバー絵：中村歌右衛門。シンボルマーク：杉山寧
  - ※1973年（昭和48年）4月11日、13日に歌舞伎座で行われた「三島由紀夫作品連続公演 III」を録音したもの。